# 狄更斯博物館
狄更斯博物館（英語：Charles Dickens Museum）是英國的一座博物館，紀念作家查爾斯·狄更斯，位於倫敦康登倫敦自治市霍本地區的道蒂街。狄更斯博物館是一座典型的喬治風格建築，在1837年3月25日至1839年12月期間，這裡曾是狄更斯的家。狄更斯博物館開幕於1925年。

## 歷史
19世紀時，狄更斯與新婚妻子凱瑟琳於1837年遷入該處居住，直至1839年12月搬離。狄更斯在此寫出了《孤雛淚》、《尼古拉斯·尼克貝》等幾部小說。
這棟老屋在1920年代初期一度面臨被拆除的危險，但狄更斯聯誼會及時集資將其購下，並予以修繕，恢復到維多利亞時代的樣貌，1925年作為查爾斯·狄更斯博物館開幕。館內藏有超過10萬件與狄更斯相關的藏品，包括手稿、插圖、作品的初版等，還有狄更斯穿過的禮服、用過的手杖等個人物品。
2012年，博物館為紀念查爾斯·狄更斯誕辰200週年，正式開始名為「遠大前程」（Great Expectations，取自狄更斯同名小說）的擴建工程，在隔壁49號增建一些較為現代化的設施如圖書館、影音室、活動室等，而48號則作為故居原狀陳列館。博物館於工程期間暫時閉館，至2012年12月工程結束後重新開放。

## 外部連結
- 官方網站 （页面存档备份，存于）
- Charles Dickens Museum on The National Virtual Museum （页面存档备份，存于）
- List of art works at the museum （页面存档备份，存于）
- The museum on the Dickens Fellowship website

51°31′26″N 0°07′01″W / 51.523921°N 0.116902°W